# Él
Él és una pel·lícula mexicana dirigida per Luis Buñuel Portolés, estrenada el 1953, que mostra el desenvolupament d'un deliri paranoic de gelosia amb un home casat.

## Argument
La jove Glòria coneix per casualitat el ric Francisco Galván a missa. S'enamora d'ella i la convenç de casar-s'hi. No triga tanmateix a descobrir, des del viatge de noces, que té atacs de gelosia malaltissa i de paranoia.
Però no és més que el començament, i la vida de Glòria serà un calvari…

## Repartiment
- Arturo de Córdova: Francisco Galvan de Montemayor
- Delia Garcés: Gloria Milalta
- Aurora Walker: Esperanza Peralta
- Carlos Martínez Baena: Pare Velasco
- Manuel Dondé: Pablo
- Rafael Banquells: Ricardo Lujan
- Fernando Casanova: Beltran
- José Pidal
- Luis Beristáin: Raul Conde
- Roberto Meyer

## Al voltant de la pel·lícula
Hom recorda que Luis Buñuel ha estudiat entomologia. Desitjava així estudiar un cas psiquiàtric de manera tan precisa i distanciada.
La precisió clínica de l'estudi del caràcter del personatge principal és tal que Jacques Lacan va utilitzar aquest exemple per descriure la paranoia al seu seminari de Sainte-Anne.

## Nominacions
- Gran Premi (Festival de Cannes) 1953 per Luis Buñuel[2]